# Athenea Pérez
Athenea Paulinha Pérez Nsué (sinh ngày 6 tháng 5 năm 1996) là người mẫu và thí sinh cuộc thi sắc đẹp người Tây Ban Nha, người đã đăng quang Hoa hậu Hoàn vũ Tây Ban Nha 2023. 
Với tư cách là đại diện của Tây Ban Nha tham dự cuộc thi Hoa hậu Hoàn vũ 2023, Pérez trở thành người phụ nữ gốc da đen đầu tiên đại diện cho đất nước tham dự cuộc thi Hoa hậu Hoàn vũ.

## Tiểu sử

### Hoàn cảnh gia đình
Pérez sinh ra với cha là người Tây Ban Nha và mẹ là người Guinea Xích đạo. Cô là người gốc Fang và Bubi bên ngoại. Năm 4 tuổi, cô bắt đầu tập thể dục nhịp điệu. Về chủng tộc hỗn hợp của mình, Pérez đã tuyên bố, "đối với một điều gì đó công khai, tôi nghĩ đây là lần đầu tiên tôi bị tấn công vì màu da của mình. Và tôi nghĩ đó không phải vì trước đây họ không muốn tấn công tôi mà là vì điều đó lý do là trên mạng xã hội. Chúng là một phần trong cuộc sống hàng ngày của chúng ta và trước đây, chúng chỉ tồn tại, nhưng chúng là sự bổ sung chứ không phải là một phần mở rộng của chúng ta. Giờ đây, việc đưa ra ý kiến và giấu tay của bạn sẽ dễ dàng hơn."
Pérez lần đầu tiên tham gia cuộc thi Hoa hậu Thế giới Tây Ban Nha khi cô 17 tuổi nhưng cô không thể tiến xa hơn trong cuộc thi. Vào ngày 2 tháng 7 năm 2023, sau khi đăng quang, cô ấy đã viết trên Instagram của mình:
"Năm 17 tuổi, tôi giới thiệu mình với Hoa hậu Thế giới Tây Ban Nha. Tôi không được xếp hạng, nhưng tôi biết một ngày nào đó tôi sẽ đạt được điều gì đó lớn lao. Mười năm sau, tôi đăng quang Hoa hậu Hoàn vũ Tây Ban Nha 2023. Cuộc đời chứng minh rằng những giấc mơ đều có thể trở thành hiện thực. Những gì dành cho bạn sẽ đến. Rằng nếu bạn đặt trái tim mình vào một điều gì đó, nó sẽ trở thành hiện thực.
"Cùng nhau chúng ta sẽ làm được điều gì đó tuyệt vời. Chúng ta sẽ cùng nhau giành lấy chiếc vương miện tiếp theo." 

Là người gốc Guinea Xích đạo bên mẹ và Muline bên cha cô, Pérez là đại diện đầu tiên của Tây Ban Nha đa chủng tộc, khiến cô phải đối mặt với một số lời lăng mạ phân biệt chủng tộc trên mạng xã hội. 
"Tôi rất buồn. Tôi bị sốc. Tôi đã sống ở đây cả đời. Tôi sinh ra ở đây. Tôi đến từ Churra và mang nửa dòng máu muleña vì cha tôi. Tôi chợt nhận ra rằng điều này đang xảy ra trong một xã hội có quá nhiều nhiều nền văn hóa, đối với tôi có nghĩa là sự giàu có. Tôi yêu thành phố của mình và tôi tự hào được đến từ Murcia", sau khi cô đăng quang Hoa hậu Hoàn vũ Tây Ban Nha.

### Giáo dục
Pérez tốt nghiệp chuyên ngành Tiếp thị và Quảng cáo. Chiến thắng của cô giúp cô trở thành đại diện thứ 11 của Hoa hậu Hoàn vũ Tây Ban Nha trong lịch sử cuộc thi, trong đó có Amparo Muñoz, người chiến thắng đến từ Tây Ban Nha duy nhất năm 1974 và Carla Barber.

## Cuộc thi sắc đẹp

### Hoa hậu Hoàn vũ 2023
Cô đại diện cho Tây Ban Nha tại cuộc thi Hoa hậu Hoàn vũ lần thứ 72 được tổ chức tại El Salvador vào ngày 18 tháng 11 năm 2023. Cô đã lọt vào Top 10 chung cuộc và giành được giải thưởng "Hoa hậu thân thiện".